# Асеково
Асеково — деревня в Новодугинском районе Смоленской области России. Входит в состав Новодугинского сельского поселения. Население — 12 жителей (2007 год). 
Расположена в северо-восточной части области в 5 км к юго-востоку от Новодугина, в 9 км восточнее автодороги Р134 «Старая Смоленская дорога» Смоленск — Дорогобуж — Вязьма — Зубцов. В 6 км северо-западнее деревни расположена железнодорожная станция Новодугино на линии Вязьма — Ржев. 

## История
В годы Великой Отечественной войны деревня была оккупирована гитлеровскими войсками в октябре 1941 года, освобождена в марте 1943 года.

## Известные уроженцы
- Казаков, Николай Федотович (1906—1984) — советский учёный в области сварочных процессов, металлургии и технологии металлов. Лауреат Ленинской премии в области науки и техники (1984).